# Mushmellow
Mushmellow - український альтернативний рок-гурт, утворений в жовтні 2004 року в місті Запоріжжя (Україна).

## Історія
Гітарист і вокаліст Mushmellow Олексій Журавель довгий час жив в Сіетлі, де і почав складати пісні і грати в місцевих альтернативних групах. Після зустрічі з професійним аранжувальником і гітаристом Михайлом Новиковим була заснована група Mushmellow.
У лютому 2008 року група підписала п'ятирічний контракт з українським продюсером Юрієм Фальосою. Після цього група випустила альбом Hollow Memories
і зняла кліп на кавер-версію пісні Britney Spears - Toxic.
З 12 по 15 грудня 2010 пройшли зйомки кліпу на сингл «Come back home (Honey)».
10 травня 2012 року вийшов кліп на пісню St.Satan
Незабаром, після повернення групи на альтернативну сцену у Mushmellow з'явилося більш "гранжеве" звучання, що можна почути в кількох демо другого студійного альбому, до запису якого група приступила навесні 2013 року.
На початку 2013 року менеджером групи став Некуленко Роман, який привів ряд людей, в тому числі і PR -менеджера Лозбенева Павла. Проте вже до кінця року через розбіжності з вокалістом і лідером групи Олексієм Журавлем, Роману довелося покинути групу.
7 січня 2014 група тимчасово припинила своє існування.
З початку 2017 року група працює в Росії над новим матеріалом, та має новий склад.

## Склад
- Олексій Журавель - вокал
- Іван Курінний - бас
- Гліб Проців - барабани
- Андрій Голованов - гітара
- Евгеній Журило - гітара
- Денис Кузьмічов - звукорежисер

### Колишні учасники
- Стас Семиліт (Steven O'Connel) - гітара
- Михайло Новіков (Mike Nova) - гітара
- Володимир Ахременко (VSid) - ударні
- Олексій Шаров - гітара
- Ярослав Ваніосов - гітара
- Анатолій Шевченко - бас
- Ігор Сидоренко - барабани
- Костянтин Матвієнко - бас
- Олександр Кутузов - барабани
- Денис Кузмичев - барабани
- Дмитро Солод - гітара
- Тарас Балика - бас
- Андрій Голованов - гітара
- Роман Некуленко - гітара

## Дискографія
- 2008 — Hollow Memories
- 2010 — Helen

## Відеографія
- 2007 - Keep Away
- 2008 - Toxic (кавер Брітні Спірс)
- 2009 - Hellen
- 2010 - Come Back Home
- 2012 - St. Satan